# رالی کاتالونیا

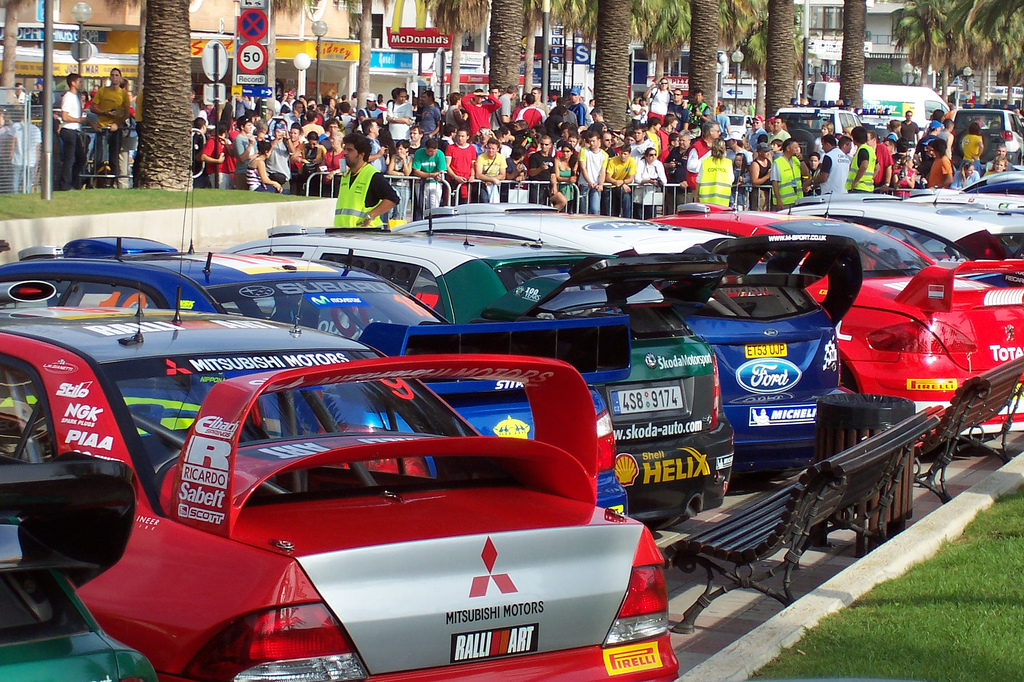
اتومبیل های رالی قهرمانی جهان در رویداد سال ۲۰۰۵.

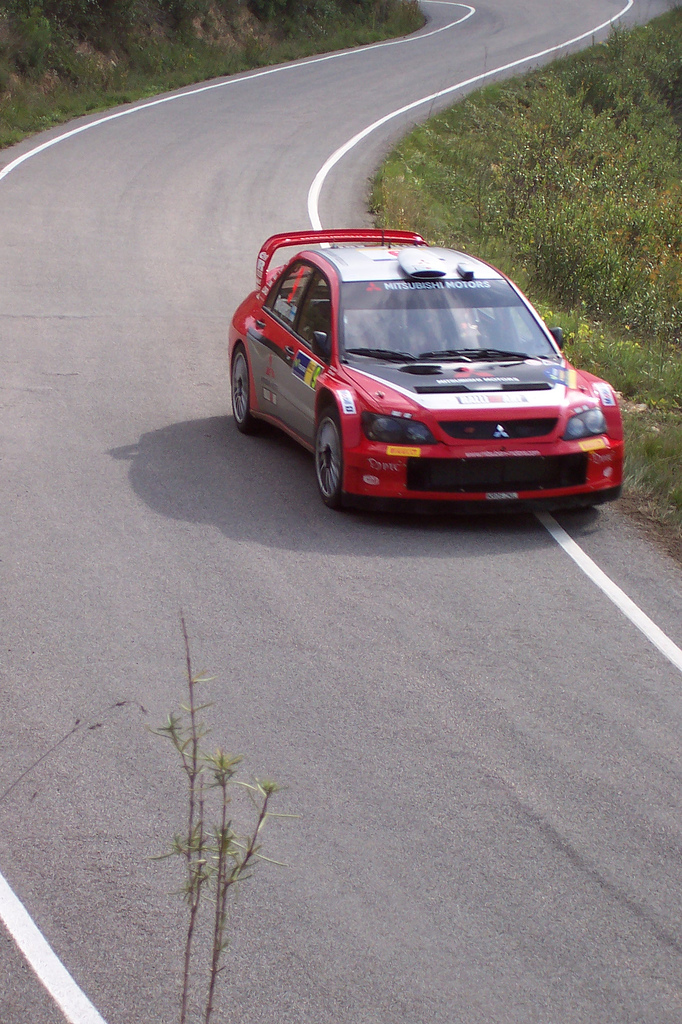
هری رووانپرا در رالی سال ۲۰۰۵ در مرحله ویژه ۹

رالی کاتالونیا یک مسابقه رالی است که در منطقه کاتالونیا اسپانیا ، در تقویم رالی قهرمانی جهان برگزار می‌شود. این رالی اکنون در جاده‌های آسفالت گسترده، هموار و گسترده اطراف شهر سالو ، کوستا داورادا برگزار می‌شود، قبلاً در اطراف منطقه کوستا برابا برگزار می‌شد.
رالی کاتالونیا برای اولین بار در سال ۱۹۵۷ در تقویم مسابقات رالی قهرمانی جهان قرار گرفت و برگزار شد. رالی کاتالونیا در سال 1988 با رالی کاستا براوا ادغام شد و به رالی کاتالونیا - کاستا براوا تغییر نام داد.